# Comuna Mitreni, Călărași
Mitreni (în trecut, Mitreni-Clătești) este o comună în județul Călărași, Muntenia, România, formată din satele Clătești, Mitreni (reședința) și Valea Roșie.

## Așezare
Comuna se află în partea de vest a județului, pe malurile râului Argeș. Este străbătută de șoseaua națională DN4, care leagă Oltenița de București. Prin comună trece și calea ferată București-Oltenița, pe care este deservită de halta de călători Valea Roșie.

## Demografie
Componența etnică a comunei Mitreni
     Români (93,03%)
     Alte etnii (0,13%)
     Necunoscută (6,84%)
Componența confesională a comunei Mitreni
     Ortodocși (91,07%)
     Creștini de rit vechi (1,42%)
     Alte religii (0,38%)
     Necunoscută (7,13%)
Conform recensământului efectuat în 2021, populația comunei Mitreni se ridică la 3.730 de locuitori, în scădere față de recensământul anterior din 2011, când fuseseră înregistrați 4.323 de locuitori. Majoritatea locuitorilor sunt români (93,03%), iar pentru 6,84% nu se cunoaște apartenența etnică. Din punct de vedere confesional, majoritatea locuitorilor sunt ortodocși (91,07%), cu o minoritate de creștini de rit vechi (1,42%), iar pentru 7,13% nu se cunoaște apartenența confesională.

## Politică și administrație
Comuna Mitreni este administrată de un primar și un consiliu local compus din 13 consilieri. Primarul, Ciprian-Constantin Panait[*], de la Partidul Național Liberal, este în funcție din octombrie 2020. Începând cu alegerile locale din 2024, consiliul local are următoarea componență pe partide politice:
|  | Partid                          | Consilieri | Componența Consiliului | Componența Consiliului | Componența Consiliului | Componența Consiliului | Componența Consiliului | Componența Consiliului | Componența Consiliului | Componența Consiliului | Componența Consiliului |
|  | ------------------------------- | ---------- | ---------------------- | ---------------------- | ---------------------- | ---------------------- | ---------------------- | ---------------------- | ---------------------- | ---------------------- | ---------------------- |
|  | Partidul Național Liberal       | 9          |                        |                        |                        |                        |                        |                        |                        |                        |                        |
|  | Partidul Social Democrat        | 3          |                        |                        |                        |                        |                        |                        |                        |                        |                        |
|  | Alianța pentru Unirea Românilor | 1          |                        |                        |                        |                        |                        |                        |                        |                        |                        |

## Istorie
La sfârșitul secolului al XIX-lea, comuna se numea Mitreni-Clătești, făcea parte din plasa Oltenița a județului Ilfov și avea în compunere satele Mitreni (sau Mitreni-Fundeni), Clătești și Luica (ultimul, denumit și Luica-Mihai Vodă, pentru a-l deosebi de alt sat cu același nume), având în total 1182 de locuitori, ce trăiau în 260 de case și 12 bordeie. În comună funcționau două biserici la Mitreni și Clătești, o școală mixtă și o mașină de treierat cu aburi, iar principalul proprietar de terenuri agricole era Eforia Spitalelor Civile. În 1925, Anuarul Socec consemnează comuna cu numele actual și în componența actuală, plus cătunul Jăianu, după ce satul Luica-Mihai Vodă a primit numele de Valea Roșie; ea făcea parte din aceeași plasă și avea 1850 de locuitori. În 1931, cătunul Jăianu nu mai este consemnat.
În 1950, comuna a fost transferată raionului Oltenița din regiunea București, iar în 1968 a revenit la județul Ilfov, reînființat. În 1981, o reorganizare administrativă regională a dus la transferarea comunei la județul Călărași. Până în 1989, Mitreni a fost comună suburbană a orașului Oltenița; din 1989 a fost subordonată direct județului Călărași.